# Лунка (Бістріца-Несеуд)
Лунка (рум. Lunca) — село у повіті Бистриця-Несеуд в Румунії. Входить до складу комуни Шієуц.
Село розташоване на відстані 307 км на північ від Бухареста, 18 км на південний схід від Бистриці, 86 км на схід від Клуж-Напоки.

## Населення
За даними перепису населення 2002 року у селі проживали 417 осіб, з них 415 осіб (99,5%) румунів. Усі жителі села рідною мовою назвали румунську.